# Misao Tamai
Misao Tamai (jap. 玉井 操 Tamai Misao; ur. 16 grudnia 1903, zm. 23 grudnia 1978) – japoński piłkarz, reprezentant kraju.

## Kariera reprezentacyjna
W reprezentacji Japonii zadebiutował 27 sierpnia 1927 w meczu przeciwko reprezentacji Chin. W sumie w reprezentacji wystąpił w 2 spotkaniach.

## Statystyki
| Reprezentacja Japonii | Reprezentacja Japonii | Reprezentacja Japonii |
| Rok                   | Mecze                 | Gole                  |
| --------------------- | --------------------- | --------------------- |
| 1927                  | 2                     | 1                     |
| Razem                 | 2                     | 1                     |